# Sam Witmitz
Sam Witmitz est un coureur cycliste australien, né le 17 mars 1985.

## Palmarès
- 2009
  - 4e du championnat d'Océanie du contre-la-montre
- 2010
  - 2e de la Melaka Governor Cup
- 2014
  - Tour du lac Taihu :
    - Classement général
    - 3e, 6e et 7e étapes

## Classements mondiaux
| Année            | 2010 | 2011 | 2012 | 2013 | 2014 | 2015 |
| ---------------- | ---- | ---- | ---- | ---- | ---- | ---- |
| UCI Asia Tour    | 54e  |      |      |      | 11e  |      |
| UCI Oceania Tour | 56e  |      |      |      |      | 49e  |